# José Ortiz Bernal
José Ortiz Bernal (nacido en el barrio de El Zapillo, Almería, España, 4 de agosto de 1977) es un exfutbolista español. Jugaba tanto de extremo derecha como mediapunta
Es el futbolista que ha jugado más partidos oficiales con la U. D. Almería.

## Trayectoria
José Ortiz Bernal, más conocido como Ortiz, es un futbolista que nació en la ciudad española de Almería. 
Debutó como futbolista como benjamín en el Zapillo Atlético, club de Almería, en el que permaneció hasta la edad de juvenil. Un dato curioso fue que en esa etapa uno de sus entrenadores le dijo que no valía para jugar al fútbol.
En 1996 su familia se trasladó a vivir a Roquetas de Mar y fichó en el equipo CD Roquetas de la Tercera División de España. Este fichaje sólo se pudo hacer posible gracias a una colecta solidaria debido a la negativa del Zapillo Atlético a dejarle marchar por menos de 350.000 ptas.
En el año 1997 jugó en el Almería CF y más tarde, en 1999, fue traspasado al Ravenna Calcio pero esa cantidad tuvo que ser abonada por la familia Ortiz debido a que el Almería C.F. no aceptaba la forma de pago del equipo italiano. 
Juega desde el año 2000 en la UD Almería, antiguo Almería CF. En diciembre de ese año, al encontrarse en la fase final de la recuperación de una lesión de rodilla fue dado de baja federativa por decisión del entrenador Juan Martínez Casuco. En junio de 2002 ascendió a 2ªA siendo una pieza importante en el equipo. 
Su explosión comenzó con la llegada al equipo en 2005 del entrenador Paco Flores quien apostó fuerte por él. 
En la temporada 2006/07, fue uno de los máximos goleadores del equipo en el ascenso a 1ª con 10 goles, el más importante de ellos, el que daba momentáneamente el ascenso frente a la Sociedad Deportiva Ponferradina. Aquel día homenajeó durante la celebración en el estadio a su ídolo, familiar, exjugador, exentrenador y amigo Juan Rojas, fallecido años antes. Para ello saltó al campo para dar una vuelta de honor con la camiseta con el número 7 que éste llevó durante años en la Agrupación Deportiva Almería a la que también consiguió llevar hasta Primera división.
Su debut en 1ª fue el 26 de agosto de 2007, en el Estadio de Riazor en La Coruña en el primer partido del equipo en esa categoría en toda su historia donde el resultado fue de 0-3.
Es el capitán del equipo por rango de antigüedad desde la temporada 2005/06, así como el segundo máximo goleador histórico del club con 41 goles.
Como curiosidad, cabe destacar que Ortiz ha conseguido los ascensos deportivos de 3ª a 2ªB, de 2ªB a 2ªA y de 2ªA a 1ª de categorías españolas.
Es uno de los jugadores más queridos por la afición y se ha convertido en un revulsivo, como demuestran sus estadísticas desde la etapa de Unai Emery, que contaba con él para los minutos finales de cada encuentro. Sólo ha conseguido un tanto en la Liga BBVA, que fue ante el Xerez el 4 de enero de 2010. Pese a ello, ha provocado varios penaltis y faltas que han terminado convirtiéndose en gol. Además, su carácter abierto y cercano le ha llevado a explorar las redes sociales, donde tiene una relación estrecha con sus seguidores, llegando incluso a sortear camisetas.
Durante el tiempo en el que se encontraba sin equipo, José Ortiz jugaba partidos con la selección AFE (jugadores libres) entrenados por Iván Helguera.
En la temporada 2017/2018 firmó un contrato como nuevo entrenador del CD Roquetas, que militará en la División de Honor Juvenil de España.

## Selección nacional
Ha sido internacional con la Selección de fútbol playa de España, jugando el Campeonato del Mundo (llegando hasta la final) y la Liga Europea (consiguiendo la medalla de oro).

## Clubes
| Club             | País   | Año     | Partidos | Goles |
| ---------------- | ------ | ------- | -------- | ----- |
| Zapillo Atlético | España | 1990-96 | ¿?       | ¿?    |
| C. D. Roquetas   | España | 1997-98 | ¿?       | ¿?    |
| Almería C. F.    | España | 1998-99 | 21       | 1     |
| Ravenna Calcio   | Italia | 2000-01 | 11       | 1     |
| U. D. Almería    | España | 2001-12 | 305      | 41    |